# سيسيل غانت
سيسيل غانت (بالإنجليزية: Cecil Gant)‏ هو عازف بيانو وموسيقي أمريكي، ولد في 4 أبريل 1913 في ناشفيل في الولايات المتحدة، وتوفي بنفس المكان في 4 فبراير 1951 بسبب نوبة قلبية.

## وصلات خارجية
- سيسيل غانت على موقع IMDb (الإنجليزية)
- سيسيل غانت على موقع ميوزك برينز (الإنجليزية)
- سيسيل غانت على موقع أول ميوزيك (الإنجليزية)
- سيسيل غانت على موقع ديسكوغز (الإنجليزية)